# Теория арбитражного ценообразования
Теория арбитражного ценообразования (arbitrage pricing theory (APT)) в финансовой науке является общей теорией ценообразования активов, которая утверждает, что можно смоделировать ожидаемую доходность финансовых активов в виде линейной функции различных макроэкономических факторов и рыночных индикаторов, в которой уровень чувствительности к изменению каждого фактора выражена бета-коэффициентом, зависимым от конкретного фактора.
Рассчитанный по модели APT уровень доходности затем используется для корректного определения цены актива — текущая цена актива должна быть равна будущей цене актива в конце ожидаемого периода, дисконтированной с использованием ставки доходности, определенной по модели APT. Если цена расходится, то механизмы арбитража должны отклонения цены устранить.
Теория APT была предложена экономистом Стивеном Россом в 1976 году.

## Фундаментальные теоремы APT
Ниже приводятся варианты теорем для моделей с дискретным временем (модели с непрерывным временем требуют большей конкретизации безарбитражности и прочих понятий) 
Первая фундаментальная теорема - рынок является безарбитражным тогда и только тогда, когда существует эквивалентная физической вероятностной мере  {\displaystyle \mathbb {P} } мера {\displaystyle \mathbb {Q} } (риск-нейтральная мера), относительно которой процессы цен всех активов, нормированных на процесс банковского счета {\displaystyle B_{t}}, являются мартингалами (эквивалентная мартингальная мера, EMM):
{\displaystyle \forall t\leqslant T\qquad {V_{t} \over B_{t}}=\mathbb {E} _{t}^{\mathbb {Q} }\left({V_{T} \over B_{T}}\right)}
Вторая фундаментальная теорема - безарбитражный рынок является полным тогда и только тогда, когда существует единственная эквивалентная мартингальная мера (так называемая риск-нейтральная мера) .
Существование и единственность такой риск-нейтральной меры означает, что если процесс в физической мере имеет вид
{\displaystyle dX_{t}^{i}/X_{t}^{i}=\mu _{t}^{i}dt+{\boldsymbol {\sigma }}_{t}^{i}d{\boldsymbol {W}}_{t}^{\mathbb {P} }}
То в риск-нейтральной мере все процессы имеют одну и ту же трендовую компоненту, равную безрисковой ставке (темпу роста банковского счета)
{\displaystyle dX_{t}^{i}/X_{t}^{i}=r_{t}dt+{\boldsymbol {\sigma }}_{t}^{i}d{\boldsymbol {W}}_{t}^{\mathbb {Q} }}
Учитывая теорему Гирсанова, это означает, что для всех активов существует единый вектор {\displaystyle {\boldsymbol {\lambda }}}  (размерности такой же, что многомерный винеровский процесс - размерность числа факторов) , такого что для любого актива выполнено равенство:
{\displaystyle \mu _{t}^{i}=r_{t}+{\boldsymbol {\sigma }}_{t}^{i}{\boldsymbol {\lambda }}}
или в векторной форме
{\displaystyle {\boldsymbol {\mu }}_{t}=r_{t}{\boldsymbol {e}}+{\boldsymbol {\Sigma }}_{t}{\boldsymbol {\lambda }}}
в случае однофакторной модели (один винеровский процесс) лямбда представляет собой одно число (рыночная цена риска), одинаковое для всех активов :
{\displaystyle {\mu _{t}^{i}-r_{t} \over \sigma _{t}^{i}}=\lambda }
В общем же случае многофакторной модели это означает, что темп роста цен на активы может моделироваться как безрисковая ставка плюс линейная комбинация "риск-факторов", одинаковых для всех активов (см. ниже)

## Модель
Доходность рисковых активов может быть выражена как:
{\displaystyle r_{j}=a_{j}+b_{j1}F_{1}+b_{j2}F_{2}+\cdots +b_{jn}F_{n}+\epsilon _{j}}
где
- {\displaystyle a_{j}} — это константа для актива {\displaystyle j}
- {\displaystyle F_{k}} — это величина конкретного фактора системы
- {\displaystyle b_{jk}} — чувствительность{\displaystyle j}-го актива к фактору {\displaystyle k}
- и {\displaystyle \epsilon _{j}} — случайная величина с нулевым средним, характеризующая уровень идиосинкразического риска (idiosyncratic risk).

Теория APT утверждает, что если доходности активов зависят от структуры факторов, то существует следующая зависимость между ожидаемыми доходностями и чувствительностью факторов:
{\displaystyle E\left(r_{j}\right)=r_{f}+b_{j1}RP_{1}+b_{j2}RP_{2}+\cdots +b_{jn}RP_{n}}
где
- {\displaystyle RP_{k}} — премия за риск фактора,
- {\displaystyle r_{f}}- безрисковая ставка.

То есть ожидаемая доходность актива j является линейной функцией чувствительности актива n фактору.
Стоит отметить, что в данной модели присутствует ряд допущений и условий, выполнение которых необходимо, чтобы результаты модели были корректными: модель работает только на рынке совершенной конкуренции, и общее количество факторов в модели никогда не должно превышать общее количество активов (во избежание проблемы матричной сингулярности).

## Арбитраж
Арбитраж — это практика получения положительной ожидаемой доходности от переоцененных или недооцененных бумаг на неэффективном рынке без дополнительных рисков и с нулевыми дополнительными инвестициями.

### Механика
Суть теории арбитража состоит в следующем. На рынке торгуется два актива, по крайней мере один из которых недооценён. Участник рынка, зарабатывающий на арбитраже(арбитражер), продаёт относительно сильно дорогой актив и использует полученный доход для покупки другого относительно дешевого актива. В соответствии с моделью APT актив считается недооценённым, если его текущая цена отклоняется от цены, предсказанной моделью. Текущая цена актива должна равняться сумме всех будущих денежных потоков, дисконтированных по ставке APT. Данная ставка соответствует ожидаемой доходности актива и является линейной функцией различных факторов, чувствительность к изменениям которых выражена бета-коэффициентами.
Правильно оценённый актив на самом деле может быть синтетическим активом — портфелем, состоящим из других правильно оценённых активов. На портфель оказывают воздействие те же самые макроэкономические факторы, что и на недооценённый актив. Арбитражер создает портфель путём выявления х правильно оценённых активов (по одному на фактор плюс один) и затем взвешивает активы в портфеле с применением бета-коэффициентов тем же самым способом, что и недооценённый актив.
Когда инвестор находится в длинной позиции по активам и в короткой позиции по портфелю (или наоборот), он находится в позиции, имеющей положительную доходность (разница между доходностью активов и доходностью портфеля) и которая не подвержена влиянию любых макроэкономических факторов, то есть является безрисковой позицией. Таким образом, арбитражер зарабатывает безрисковый доход:

Ситуация слишком низких текущих цен.
Смысл заключается в том, что в конце периода портфель будет оценен по ставке доходности, определенной моделью APT, в то время как оценка недооценённого актива будет осуществлена по ставке выше ставки доходности APT. Предполагаемые действия арбитражера:
Сегодня:
1. Продать «в короткую» портфель (открыть короткую позицию)
2.	Купить недооцененный актив с доходов.
В конце периода:
1. Продать недооцененный актив
2. Использовать доход для обратного выкупа портфеля
3. Разницу «кладем в карман».

Ситуация слишком высоких текущих цен.
Смысл заключается в том, что в конце периода портфель будет оценен по ставке доходности, определенной моделью APT, в то время как оценка недооценённого актива будет осуществлена по ставке ниже ставки доходности APT. Предполагаемые действия арбитражера:
Сегодня:
1. Продать «в короткую» недооцененный актив (открыть короткую позицию)
2. Купить портфель с доходов.
В конце периода:
1. Продать портфель
2. Использовать доход для обратного выкупа недооценённого актива
3. Разницу «кладем в карман».

## Взаимосвязь с моделью Сapital Asset Pricing Model (CAPM)
Модель APT наряду с моделью Сapital Asset Pricing Model (CAPM) является одной из двух важных теорий ценообразования активов. Модель APT отличается от CAPM тем, что менее ограничена в своих допущениях. Она предполагает, что каждый инвестор держит уникальный портфель со своим собственным конкретным массивом коэффициентов бета, в отличие от идентичного «рыночного портфеля». В некотором роде CAPM можно считать «особым случаем» теории APT: CAPM представляет собой однофакторную модель определения цены актива, с наличием одного коэффициента бета.
Дополнительно, APT может рассматриваться как модель «со стороны предложения», так как её бета коэффициенты отражают чувствительность базового актива к экономическим факторам. Таким образом, существенные изменения факторов вызовут структурные изменения в ожидаемой доходности активов.
С другой стороны, модель CAPM может рассматриваться как модель «со стороны спроса». Её результаты, хотя и схожи с моделью APT, возникают их задачи максимизации функции полезности для каждого инвестора, и из полученного рыночного равновесия (инвесторы считаются «потребителями» активов).

## Реализация

### Факторы
Как и в случае с моделью CAPM, коэффициенты бета конкретных факторов могут быть найдены с помощью построения линейной регрессии на основе исторических данных по доходностям ценных бумаг. В отличие от CAPM, модель APT однако сама по себе не раскрывает сущность её оцениваемых факторов — количество и характер этих факторов, вероятно, изменится с течением времени или в другой экономике. Таким образом, данный вопрос по существу носит эмпирический характер. Тем не менее теория APT предлагает ряд априорных принципов к требуемым характеристикам потенциальных факторов:
1. Их влияние на цены активов проявляется в их неожиданных движениях
2. Они должны отражать универсальное влияние (очевидно, фактор должен носить макроэкономический характер)
3. Требуется своевременная и точная информация по этим параметрам
4. Отношения должны быть теоретически оправданным с экономической точки зрения.

Чен (Chen), Ричард Ролл и Стивен Росс (1986) определили следующие макроэкономические факторы, как имеющие высокое значение в объяснении доходности ценных бумаг:
- Влияние инфляции;
- Влияние валового национального продукта (ВНП);
- Изменения в уверенности инвесторов в связи изменениями премии корпоративных облигаций;
- Влияние изменений кривой доходности.

В практическом плане индексы и спотовые/фьючерсные рыночные цены могут использоваться на месте макроэкономических факторов, так как последние публикуются с достаточно низкой частотой (например, ежемесячно) и нередко со значительными ошибками оценки. Рыночные индексы иногда рассчитываются с помощью факторного анализа. Наиболее используемые «индексы» следующие:
- краткосрочные процентные ставки;
- разница между долгосрочными и краткосрочными процентными ставками;
- диверсифицированные фондовые индексы, такие как S&P 500 или NYSE Composite;
- цены на нефть;
- цены на золото и другие драгоценные материалы;
- валютные обменные курсы.

### Управление активами
Линейная факторная модель APT используется в качестве основы для многих коммерческих систем оценки риска, применяемых управляющими активами.